# Pinback
Pinback är ett amerikanskt indierockband från San Diego. Gruppen grundades 1998 av Rob Crow och Armistead Burwell Smith IV, som också varit gruppens enda konstanta medlemmar.

## Diskografi

### Studioalbum
- 1999 – Pinback
- 2001 – Blue Screen Life
- 2004 – Summer in Abaddon
- 2007 – Autumn of the Seraphs
- 2012 – Information Retrieved

### EP-skivor
- 2000 – Live in Donny's Garage (2000)
- 2000 – Some Voices (2000)
- 2001 – This Is a Pinback Tour E.P. (2001)
- 2002 – More or Less Live in a Few Different Places  (2002)
- 2003 – Arrive Having Eaten (2003)
- 2003 – Offcell (2003)
- 2004 – Too Many Shadows (2004)
- 2008 – ascii E.P. (2008)
- 2011 – Information Retrieved, Pt. A (2011)
- 2011 – Information Retrieved Pt. B (2011)